# هانس مارتن غولبراندسن
هانس مارتن غولبراندسن (بالنرويجية البوكمول: Hans Martin Gulbrandsen)‏ هو راكب الكنو نرويجي، ولد في 31 يناير 1914 في درامن في النرويج، وتوفي في 4 فبراير 1979.

## وصلات خارجية
- هانس مارتن غولبراندسن على موقع أوليمبيديا (الإنجليزية)